# Pedicularis brevilabris
Pedicularis brevilabris är en snyltrotsväxtart som beskrevs av Adrien René Franchet. Pedicularis brevilabris ingår i släktet spiror, och familjen snyltrotsväxter. Inga underarter finns listade i Catalogue of Life.